# Арахіс культурний
Арáхіс підзéмний, арáхіс культу́рний, або земляни́й горíх (Arachis hypogaea) — однорічна трав'яниста рослина роду арахіс родини бобових з прямостоячим або сланким стеблом.

## Загальні відомості

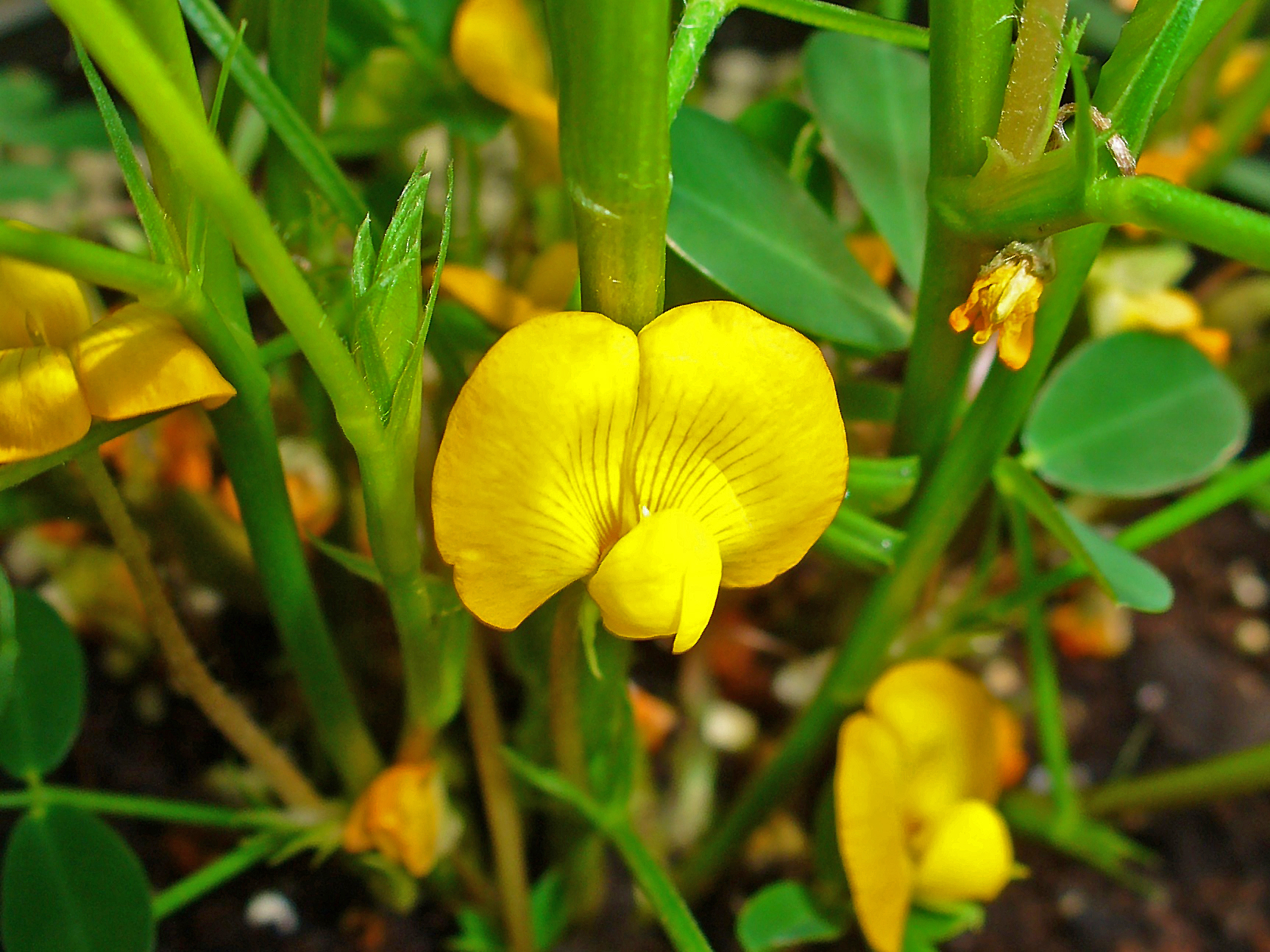
Типова квітка родини Fabaceae

Рослина висотою 25–40 см, з гіллястим стеблом і запушеним прямостоячим листям. Квітки дрібні, в коротких багатоквіткових китицях. Плодоносні квітки розташовані в нижній частині стебел і під землею, у верхній частині розташовуються безплідні квітки. Метеликовий вінчик квітки п'ятипелюстковий, жовтий, жовто-помаранчевий або білий. Після запліднення всі елементи квітки відмирають, а плодоніжка з зав'яззю починає рости, повертаючись вниз, заглиблюється в ґрунт, де із зав'язі розвиваються плоди коконоподібної форми. Вони покриті сітчастою оболонкою з одним (або 2–3) перехопленням посередині. У плодах міститься від однієї до чотирьох насінин, покритих тонкою, рожевою або червонувато-коричневою оболонкою.
Походить з Бразилії та росте у дикому вигляді в Південній Америці. Широко культивується в Індії, Китаї, Африці, США, глибоко ввійшов до культури цих країн. Вирощується також у Закавказзі, Середній Азії; в Україні — в степовій, частково в лісостеповій зонах. В Україні перші посіви були зроблені в районі Одеси.
Цвіте з червня-липня до осені. Плоди дозрівають у вересні-жовтні. З лікувальною метою використовують насіння.
Плоди арахісу культурного розвиваються в землі на особливих пагонах (гінофорах), які утворюються з надземних квіток і заривають зав'язь у ґрунт. Боби арахіса їстівні та містять багато білків (24—35 %), олії (43— 65 %), вуглеводів (15—20 %) і вітаміну B1. З арахісу одержують дуже цінну харчову олію, яку застосовують у кондитерській, консервній, маргариновій промисловості. Вижимки також використовують у кондитерській промисловості. Стебла і листки арахісу — добрий корм для худоби. Урожайність з одного гектару — 10—20 ц бобів і 30—40 ц сіна; при зрошенні — до 40 ц бобів і 50 ц сіна.

## Хімічний склад

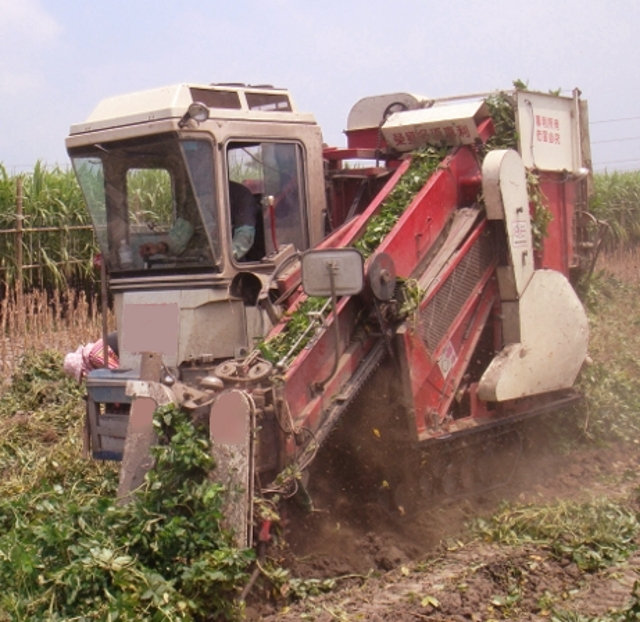
Механізм для збору плодів

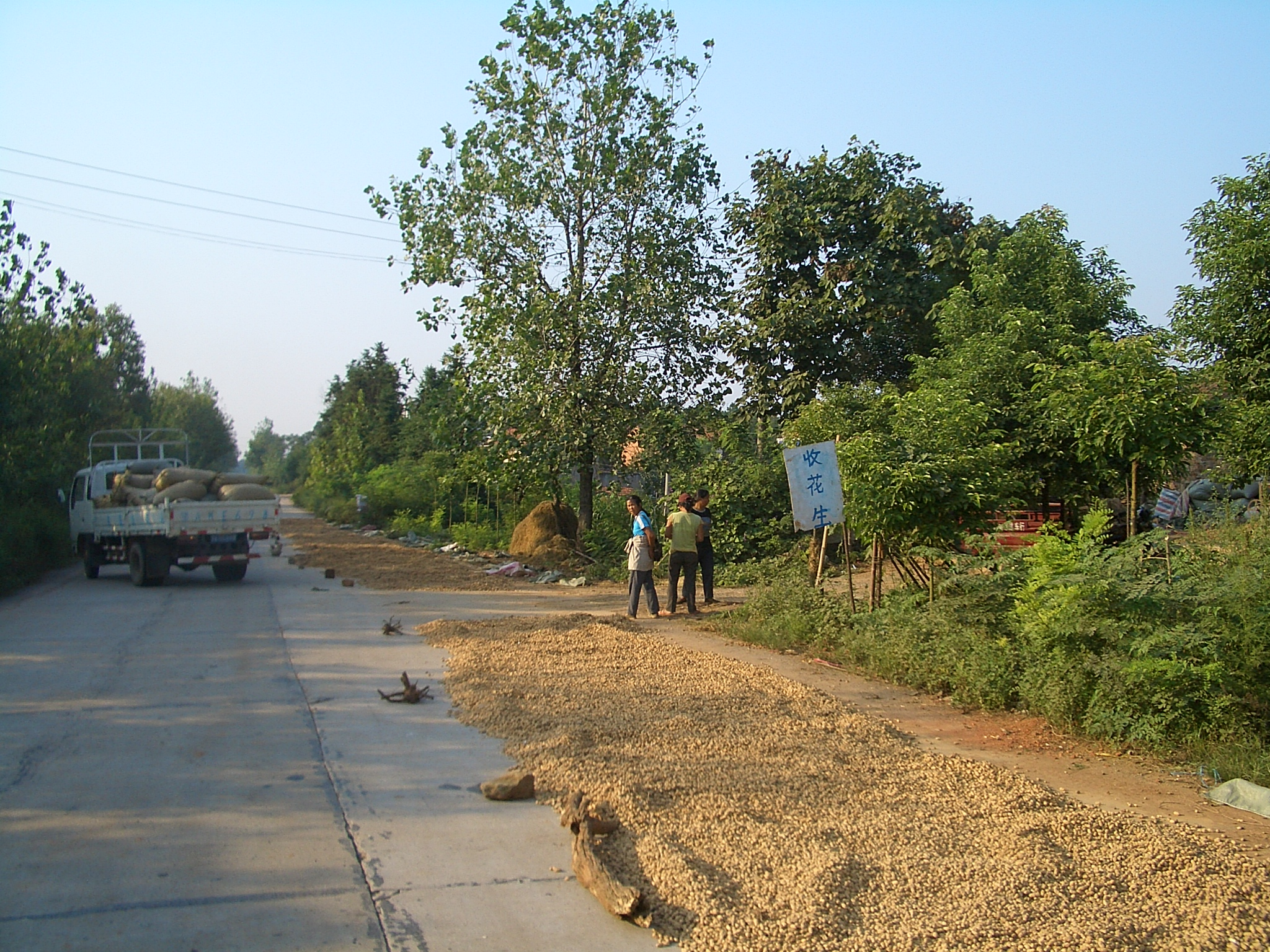
Продаж арахісу в м. Ухань (Китай)

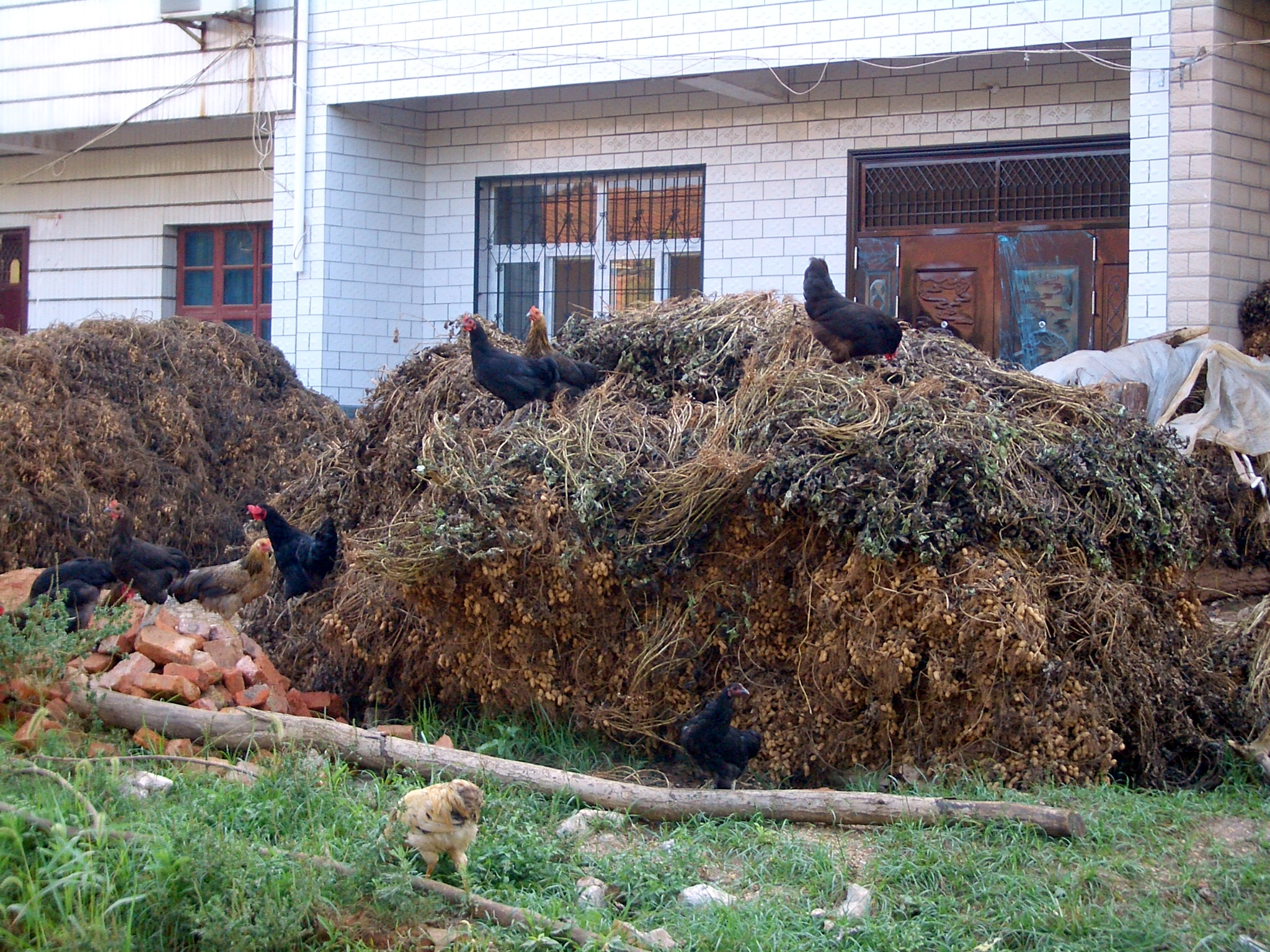
Зібрані стебла арахісу біля сільського будинку недалеко Ухань

У насінні арахісу міститься до 53 % олії, до складу якої входять гліцериди арахінової, лігноцеринової, стеаринової, пальмітинової, олеїнової та інших кислот, 37 % білка, алкалоїди арахін і конарахін, глюкеніни, близько 21 % крохмалю, цукор, сапоніни, амінокислоти, пурини, вітаміни В (особливо в шкірці насіння). Є пантотенова кислота, біотин.

## Застосування

### В медицині
Гемостатичну дію арахісу підземного було виявлено у хворих на гемофілію. 1957 року французький вчений професор Будро[уточнити], сам хворів на гемофілію, випадково виявив цілющий вплив арахісу підземного на свій організм. Потім при самоспостереженні та спостереженні інших хворих він встановив, що при вживанні сирих або злегка підсмажених земляних горіхів, або масла із них впродовж двох днів — припинялися гемофілічні кровотечі. Професор Будро зазначав, що ослаблення клінічних симптомів гемофілії під впливом арахісу не залежало від часу згортання крові і, попри це, хворі цим захворюванням виліковувалися без будь-якого іншого лікування.
Арахіс також рекомендується дітям з ексудативним діатезом. І. 3. Акопов рекомендує приймати арахіс підземний хворим гемофілією у вигляді сирих або злегка підсмажених плодів (50-150 г) 3 рази на день за пів години до їди або приймати по 1 столовій ложці 3 рази на день до їжі арахісове масло всередину, але без скасування фармакотерапевтичних засобів, назначених лікарем-куратором.
У фармацевтичній промисловості масло використовують для приготування різних ліків, а насінням арахісу можна замінювати солодкий мигдаль для приготування емульсії.
Повідомляється про те, що зерна арахісу виявилися ефективними при лікуванні дітей з геморагічним діатезом (захворювання крові, при якому виникають множинні крововиливи та різке пониження звертання крові)[джерело?].

### У харчуванні
Смачне та поживне насіння їдять підсмаженим, використовують для приготування арахісової пасти, халви, шоколаду, тортів та інших кондитерських виробів. 

Арахісова олія за харчовими якостями перевершує багато рослинних олій. Її використовують для приготування різної їжі, в консервній промисловості нею заміняють оливкову олію.

### У промисловості
Неякісні сорти використовують у миловарінні.

### У тваринництві
Стебла арахісу і макуха є дуже цінним кормом для худоби.

## Фото

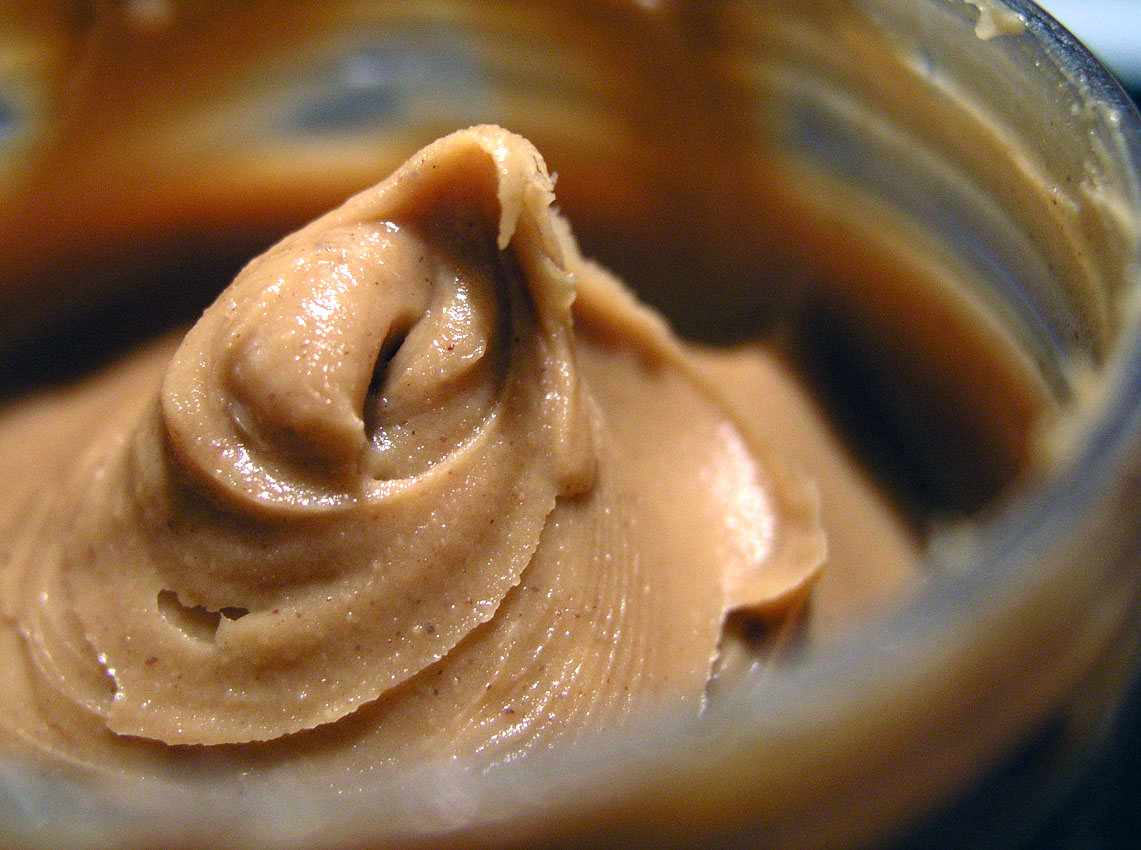
Арахісова паста
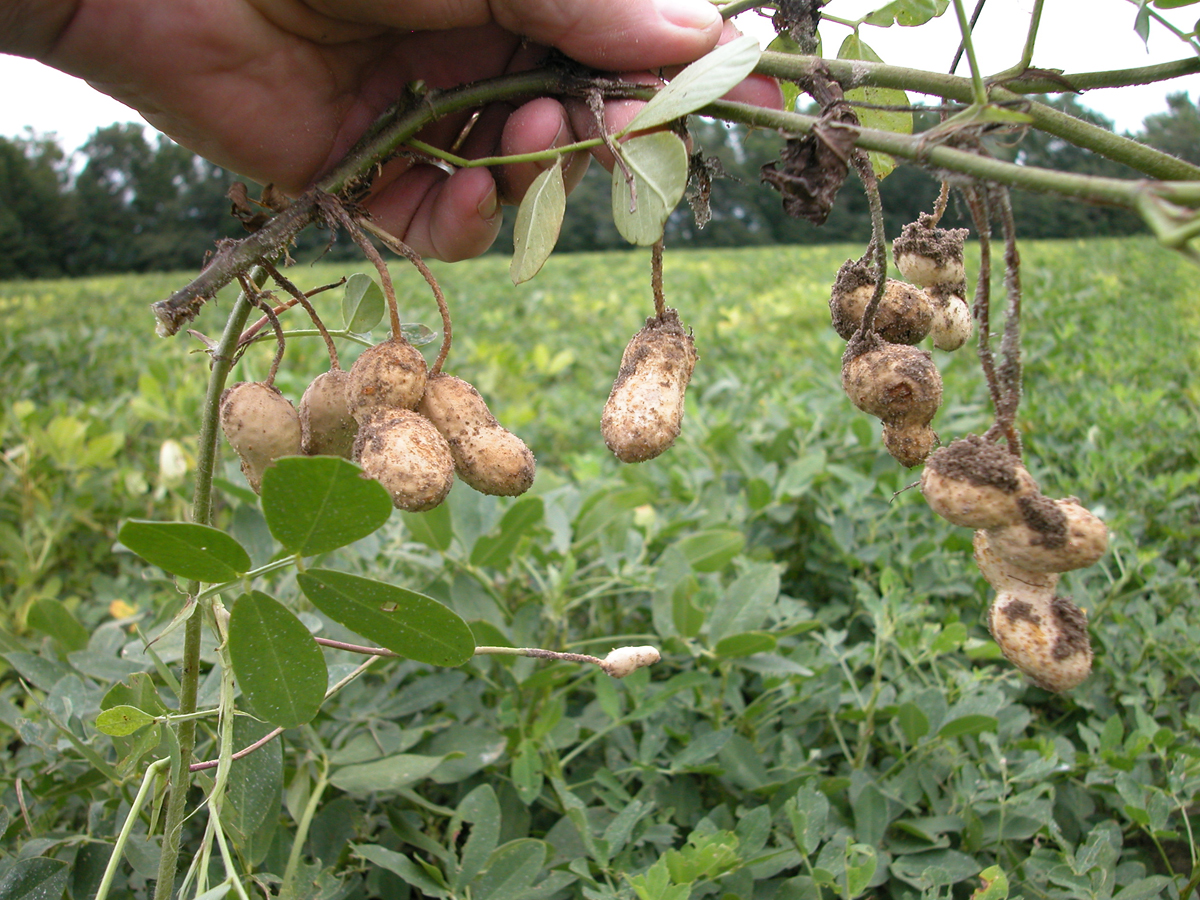
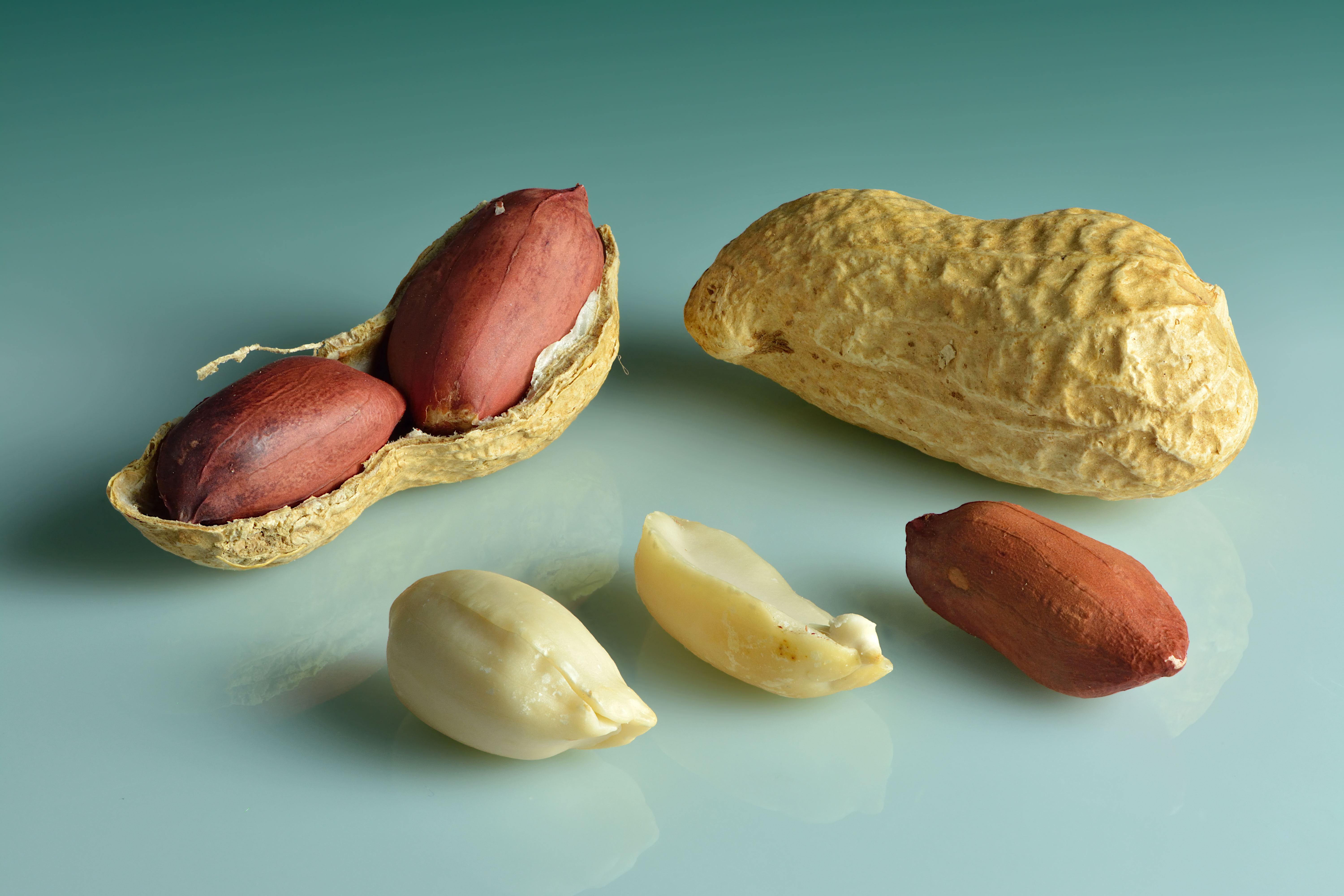
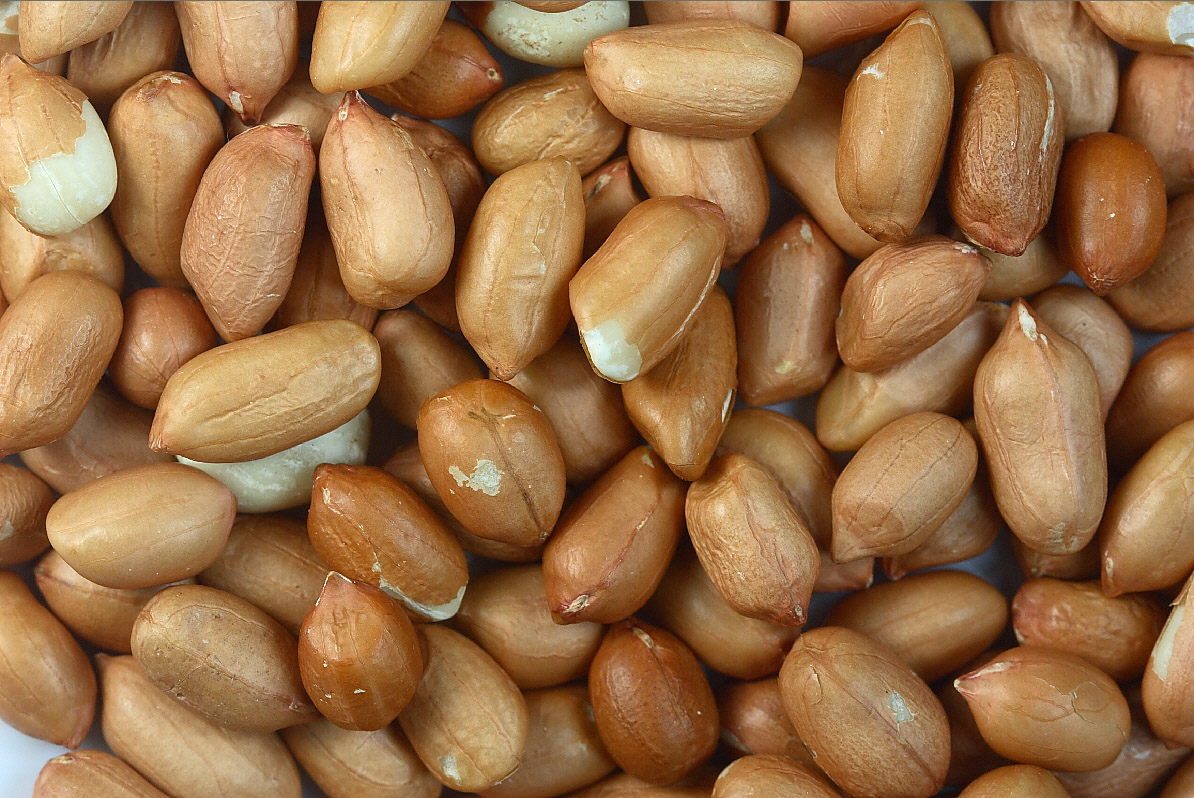
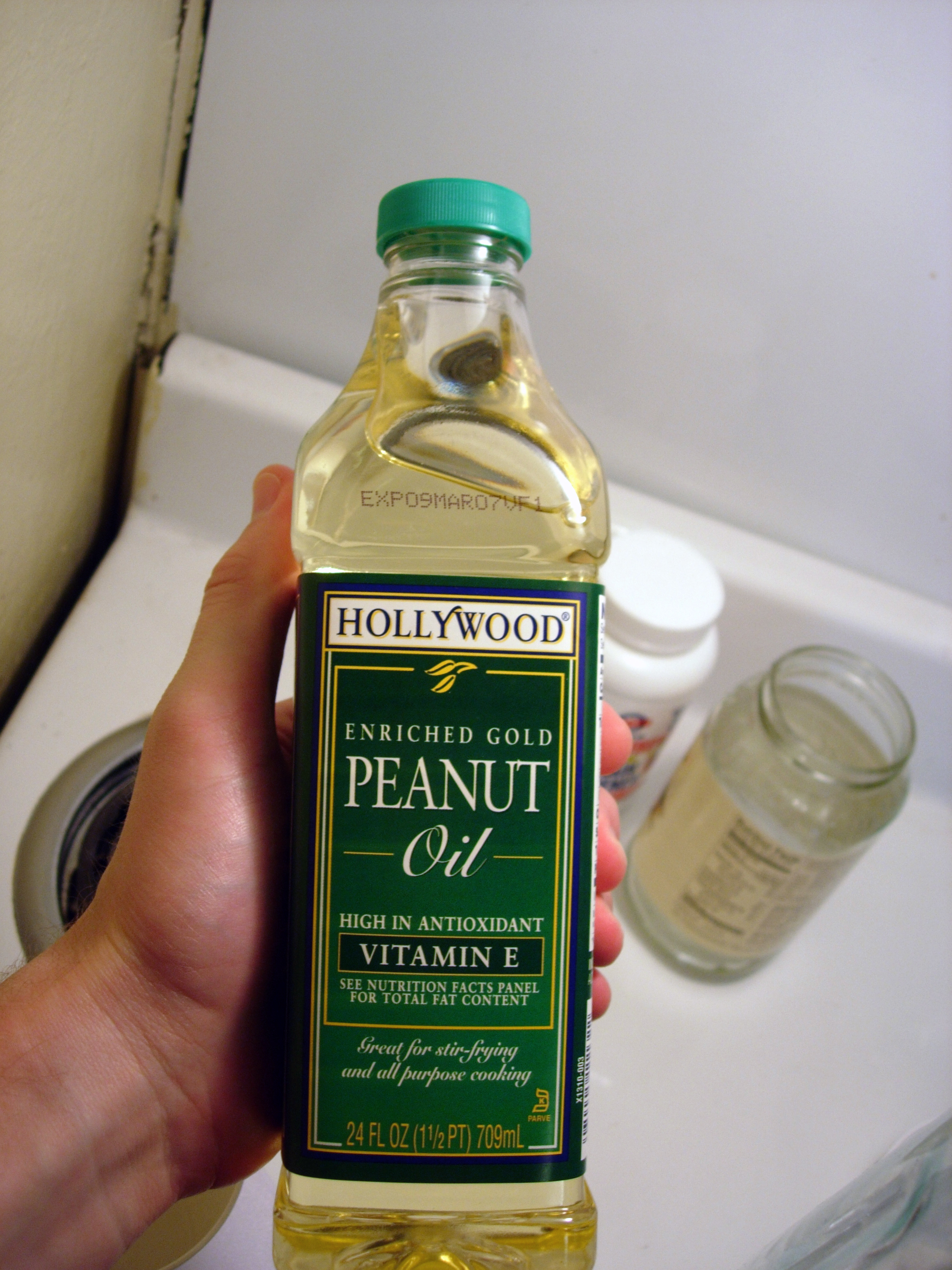
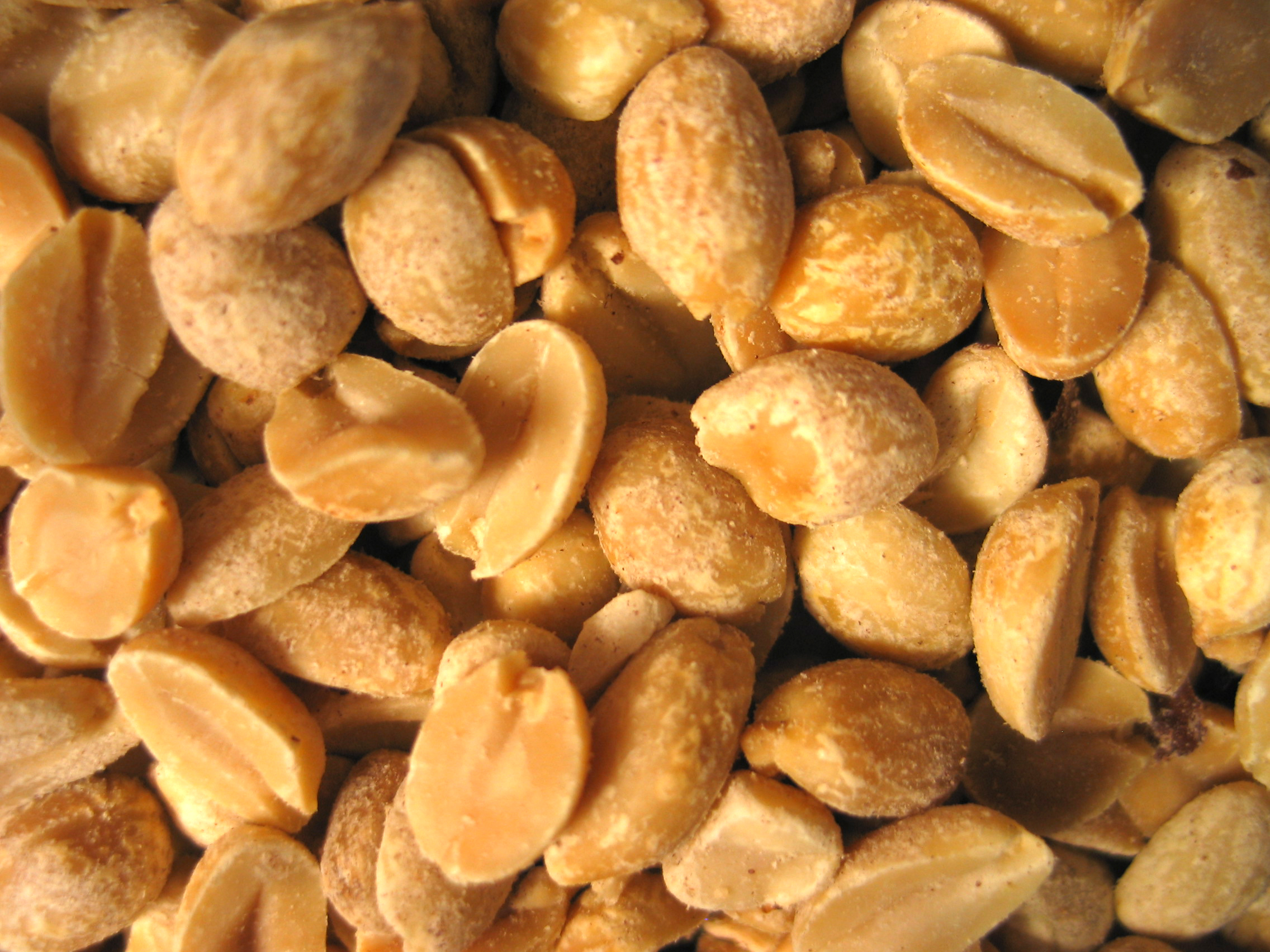
Смажений арахіс
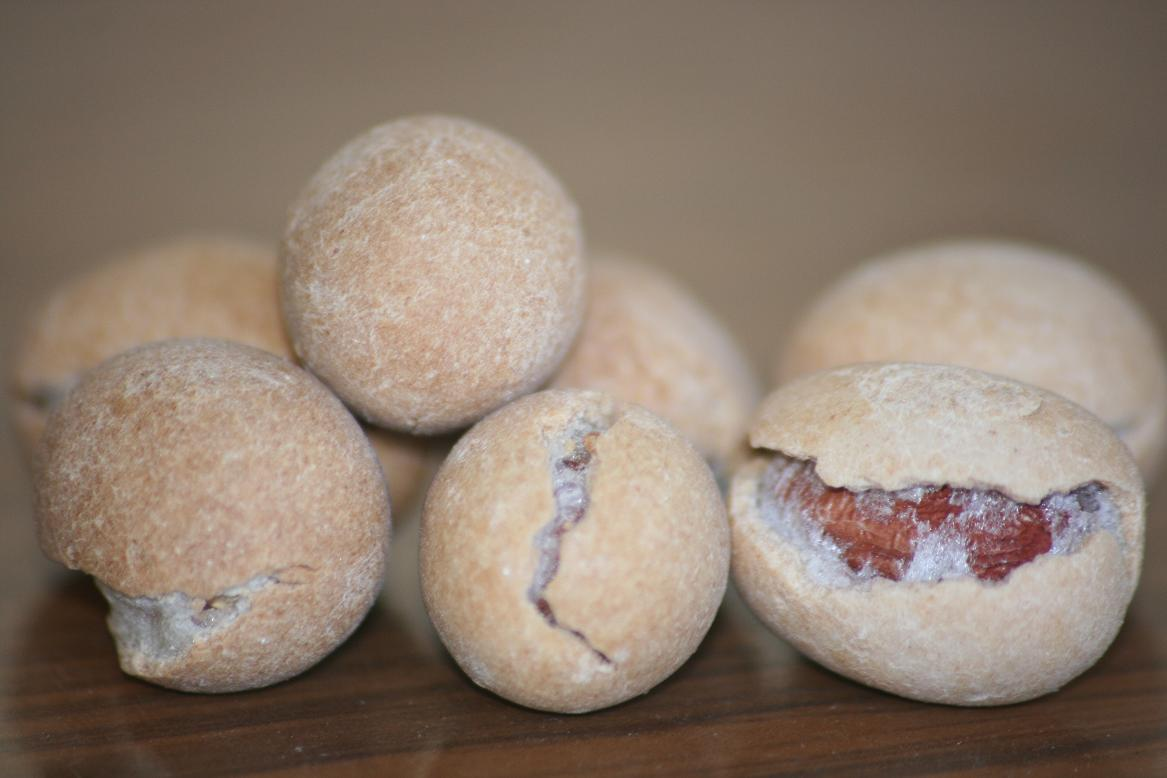
Kabukim — арахіс в хрусткому покритті (популярний в Ізраїлі)